# Six Apart
Six Apart (также известная и под аббревиатурой 6A) — американская компания, разработчик программного обеспечения. Компания находится в Сан-Франциско (США), также имеются представительства во Франции в Париже и в Японии в Токио. Основана компания в 2001 году в Сан-Франциско.
Компания «Six Apart» владеет блог-платформой Movable Type, блог-хостингами TypePad и Vox. Является бывшим владельцем популярного блог-сервиса LiveJournal.

## История
В октябре 2006 года Six Apart передал управление кириллической частью сетевого блог-сервиса LiveJournal (ЖЖ) международной компании СУП, базирующейся в Москве.
3 декабря 2007 года Six Apart продал LiveJournal компании SUP. В пресс-релизе отмечается, что LiveJournal Inc. продолжит вести свою деятельность в Сан-Франциско и будет заниматься менеджментом и операционным ведением LiveJournal

## Продукция

### Movable Type
Movable Type — это программное обеспечение для публикации Веб-блогов. Система была анонсирована 3 Сентября 2001 года , а версия 1.0 была выпущена уже 8 октября 2001 года. С 12 декабря 2007 года Movable Type распространяется как свободное программное обеспечение.

### TypePad
TypePad — сервис для размещения Веб-блогов, расположенный по адресу http://www.typepad.com/. TypePad, запущенный в октябре 2003 на данный момент является крупнейшим платным сервисом для размещения интернет-дневников в мире. TypePad базируется на технологии Movable Type, которую также выпускает Six Apart.

### Vox
Vox — сервис для размещения Веб-блогов с элементами социальной сети.
В настоящее время сервис VOX закрыт